# Sid Jenkins
Sidney "Sid" Jenkins es un personaje ficticio de la serie de televisión Skins interpretado por Mike Bailey. En la primera temporada, Sid es retratado como un estereotipo de buen chico, un chico virgen desafortunado que se pone nervioso con las chicas y tiene baja autoestima. Su mejor amigo, Tony Stonem, es su modelo a seguir, a quien admira con frecuencia. Sin embargo, en la segunda temporada, Sid es más confiable y, después del accidente de Tony, se vuelve más seguro de sí mismo, lo que lo lleva a tener relaciones sexuales con Cassie Ainsworth y Michelle Richardson, además de defenderse a sí mismo con más frecuencia.

## Caracterización
Inicialmente, Sid es retratado como un virgen que está enamorado de la novia de su mejor amigo Tony Stonem, Michelle Richardson, aunque luego se da cuenta de que sus verdaderos sentimientos son por Cassie Ainsworth . Manipulado por Tony, a menudo tiene mala suerte: pierde una costosa cantidad de cannabis, recibe una paliza de los hermanos de Jal Fazer y un perro y un vagabundo le orinan encima. Al principio, tampoco se da cuenta de las maquinaciones de su mejor amigo quien, consciente de la eterna adoración de Sid por Michelle, la explota para divertirse. A pesar de esto, parece, al menos en episodios anteriores, idolatrar a Tony, respondiendo a la pregunta "¿Eso es todo lo que haces Sid, andar con Tony?" con 'bastante'.
Sid generalmente es retratado como un personaje con buenas intenciones, yuxtapuesto con el egoísmo egoísta de Tony. Es extremadamente leal a sus amigos, incluidos Tony y Anwar Kharral, quienes con frecuencia abusan de su lealtad y le causan muchas dificultades. La actitud de chico amable de Sid rápidamente se gana el afecto de Cassie, pero Sid no se da cuenta, lo que lo lleva a herir sus sentimientos en numerosas ocasiones. Sid también es muy inteligente, pero tiene un rendimiento inferior en la escuela porque se distrae fácilmente y carece de dirección. Sin embargo, cuando se enfrenta a reprobar sus estudios, Sid puede escribir una tesis de historia completa en una noche. Su caracterización a menudo se completa con su elección de ropa, incluida una camiseta amarilla brillante de 'Mega Dog', que incluye un botón que, cuando se presiona, produce un eslogan de 'Mega Dog' en un altavoz cosido. 
Se podría inferir de la manera dócil en que Sid acepta la manipulación de Tony y el enojo de su padre escocés Mark, que Sid es débil y su autoestima ciertamente baja. Pero en las ocasiones en las que más se necesita, muestra una notable fuerza de carácter, especialmente en el episodio " Sid ". Cuando el padre de Sid no logra impedir que su madre se vaya, Sid explota de ira y esta demostración de fuerza mejora la relación de Sid con su padre a largo plazo. Además, Sid emprende una 'misión de amor' para profesarle su amor a Cassie en el episodio final de la primera temporada, y más tarde en la segunda temporada, donde la busca en la ciudad de Nueva York . Muestra la foto de Cassie en Times Square, pero nadie la reconoce. Esto da como resultado que él vaya a su trabajo en un restaurante, en el que ella le dijo que trabaja a través de postales. Simplemente se extrañan en la ventana, y nunca se muestra si Sid se da vuelta para verla, aunque en Pure se da a entender que así es.
En el final de la temporada 2, se muestra que Sid obtiene una B y dos C en sus exámenes finales de nivel A, a pesar de que no se postuló para la universidad.

## Evolución del personaje

### Temporada 1
En " Tony ", Tony Stonem le promete que Sid perderá su virginidad con Cassie antes de cumplir diecisiete años. También pierde el cannabis para la fiesta de Abigail Stock, lo que hace que el narcotraficante Madison Twatter salga a buscarlo. Sid suspira por Michelle, sin darse cuenta de la presencia de Cassie. 
En " Cassie ", Cassie llega a pensar que Sid la ama y le envía mensajes diciéndole que coma, pero luego se da cuenta de que todo está en su cabeza. Madison Twatter se convierte en profesor suplente en la escuela de Sid. 
En " Jal ", Madison arrincona a Sid y Jal, destroza el clarinete de este último y roba las tarjetas de crédito de Sid. Los hermanos de Jal, pensando que él es el problema, golpean a Sid antes de perseguir a Madison y su socio. , al que están hospitalizados.
En " Sid ", su padre Mark lo castiga y tiene que cancelar la cita concertada con Cassie en el episodio anterior. Cuando más tarde Tony le ofrece la oportunidad de ver a Michelle, la aprovecha. Después de ser golpeado por chicas chav, encuentra a Cassie esperando en su casa, molesta por haberla dejado plantada. Ella trata de ser positiva, pero está herida y celosa de que Michelle tenga su amor sin ganárselo. Después de que Tony le hace creer a Sid que puede tener a Michelle, la vuelve a tener ante sus ojos, afirmando su poder sobre ambos. Cassie, angustiada por la ignorancia de Sid, toma una sobredosis de pastillas combinadas con vodka y termina en el hospital, acompañada por Jal Fazer, quien culpa directamente a Sid. Más tarde, se revela que la madre de Sid, Liz, se mudó debido al comportamiento de su esposo, por lo que Sid se enfrenta a su padre, lo castiga y pasa la noche terminando su curso de Historia.
En " Maxxie y Anwar ", ayuda a Anwar a liberar a una niña del que creen que es su padre abusivo, aunque él resulta ser su marido. También ve una imagen de Cassie dibujada por Maxxie Oliver, comentando lo hermosa que la ha hecho lucir.
" Michelle " es el episodio en el que Sid se da cuenta de que realmente quiere a Cassie. Después de que Michelle intenta tener relaciones sexuales con él, él se da cuenta de que su amor por ella está en un nivel en el que ella solo puede ser su amiga. Luego ambos van a buscar a Cassie a su clínica de rehabilitación para contárselo. Después de que Sid confiesa que le gusta, ella le revela su nuevo novio, también en la clínica.
En " Effy ", Sid es arrastrado por Tony para ayudarlo a encontrar a su hermana desaparecida, Effy Stonem . Finalmente, Sid y Tony llegan a las manos, burlándose de los defectos de carácter percibidos del otro: Tony ve que Sid desea emularlo, mientras que Sid ve a Tony como algo en lo que nunca querría convertirse. Más tarde, Sid ve a Cassie, acepta reunirse con ella y los dos finalmente se besan. Su reunión se ve interrumpida por una llamada de Michelle, que lo lleva a intentar encontrar a Tony y Effy, quienes pueden estar en peligro. Después de llevar a Tony y Effy al hospital, él es quien debe defender a Tony, a quien se refiere como su mejor amigo, contra las acusaciones de sus padres.
Sid pasa el comienzo del final de la primera temporada preguntándose por Cassie e intenta escribir una carta explicando cuánto la ama. Sid se viste apresuradamente con ropa que no combina y corre a la clínica de rehabilitación de Cassie, justo después de que ella se va en un taxi. En la clínica, la enfermera encierra a Sid en una habitación acolchada y deduce que Sid necesita su ayuda. Tony acude en su ayuda y Sid sale de la clínica y los dos buscan a Cassie. Al final del episodio, se revela que después de que Sid dejó la fiesta de Anwar, se reunió con Cassie, quien está sentada en un banco con vista a Bristol . Él se sienta a su lado, donde luego se toman de la mano.

### Temporada 2
En la segunda temporada la relación de Sid con Cassie se deteriora y comienza a distanciarse de Tony, quien ha despertado de su coma y se está recuperando lentamente del daño cerebral causado por su accidente. 
En "Tony y Maxxie", Sid se niega a visitar a Tony, quien se siente frustrado por la falta de contacto de su ex mejor amigo. 
En los episodios web " Lost Weeks ", se revela que Sid fue quien atendió a Tony en el hospital después del accidente, leyéndole novelas enteras en voz alta a un Tony en coma e incluso grabando mensajes para ayudarlo a "despertarlo".
Sid también lucha por no poder ver a Cassie. Sid revela que perdió su virginidad con Cassie antes de que ella se mudara a Escocia, pero hay una falta de contacto entre ellos, lo que a Sid le molesta.
En "Sid", malinterpreta la cercanía de Cassie con su amigo escocés gay y la acusa airadamente de engañarlo, y luego destruye la computadora portátil que usaba para comunicarse con ella. En el mismo episodio, una visita familiar resulta demasiado para Mark y muere; Sid descubre su cuerpo a la mañana siguiente. Aún en shock, Sid va a la escuela como siempre, pero finalmente se derrumba frente a Tony durante un concierto. Los dos terminan regresando juntos a la casa de Sid para lidiar con la situación, lo que parece arreglar su amistad dañada. Al final del episodio, se ve a Sid en un tren, presumiblemente dirigido a Escocia para ver a Cassie. Al mismo tiempo, se ve a Cassie tomando un tren en la dirección opuesta, presumiblemente para visitar a Sid en Bristol.
En "Michelle", un Sid afligido termina teniendo relaciones sexuales con su amor platónico de toda la vida, Michelle, quien también se ha rendido con Tony, durante un viaje de campamento. Cassie, que había regresado de Escocia para ver a Sid, pronto pilla a Sid y Michelle besándose en la habitación de Sid.
En "Chris", Cassie se enfrenta enojada a Sid y Michelle frente a sus amigos después de encontrarse con la pareja en un club. Esto también expone la nueva relación de Sid y Michelle con Tony, quien parece herido por ella. Sid intenta explicar las cosas, pero Cassie lo abofetea y le dice que no puede hacer lo que quiera a pesar de que su padre está muerto.
En " Tony ", Sid va con Michelle para intentar hacer las paces con Tony, pero resulta difícil ya que Tony se esconde debajo de su cama. Después de regresar de la entrevista universitaria, Tony encuentra a Sid y Michelle teniendo sexo en los baños de un club, donde les dice que los ama a ambos, e incluso besa a Sid, diciendo que lo ama a pesar de que es un "follador inútil". Tony también le dice a Sid que no ama ni pertenece a Michelle, sino a Cassie.
En "Effy", Sid tiene que hacer los cursos de arte de Effy a cambio de que ella "arregle su maldita telenovela". Cuando termina, después de describir su emoción como "Desesperada" en su CW, ve fotos de Cassie besando a otro chico, que Effy había tomado y adjunto a él. Horrorizado, Sid va a la casa de Cassie y finalmente la confronta. Los dos se reconcilian.
En el final de la segunda temporada, el padre de Chris le dice a Sid que la pandilla no puede asistir al funeral, por lo que él y Tony roban el ataúd de Chris. Lo devuelven cuando Jal y Michelle se lo exigen. Tony perdona a Sid y le da un boleto a Nueva York para encontrar a Cassie. Tony lo abraza y le dice que se quite el sombrero porque "te hace parecer retrasado" y que él siempre "lo amó más que a él [Sid]". Llega a Nueva York con una fotografía de Cassie y finalmente pasa por el restaurante donde ella trabaja. Él está girando la cabeza para mirar hacia la ventana donde sin duda la verá parada cuando termine el episodio.

### Postemporada 2
En el primer episodio de la temporada 3, JJ, Freddie y Cook abrieron el casillero de Sid y descubrieron su gorro, la revista "Asian Fanny Fun" y su nombre escrito en su interior. Cook reconoce a Sid y dice: "No sé quién es este Sid, pero tiene muy buen gusto para las heridas".
Cook prende fuego a todas las posesiones de Sid en el casillero como parte de un desafío inventado por Effy.
En el sexto episodio de la temporada 5, aparece nuevamente "Asian Fanny Fun", una referencia a Sid.
En Skins Pure, Cassie regresa a Londres desde Estados Unidos. Si Sid la encontró en Nueva York o no no está confirmado directamente, pero Cassie afirma en una conversación con su compañera de cuarto que antes de mudarse a Londres estaba viajando por Estados Unidos con un chico, pero decidió terminar la relación porque no podía ir más allá. más. Cassie afirmó que si la relación no hubiera terminado, habría durado para siempre. Cassie no da el nombre del niño, pero el cocreador de Skins, Bryan Elsley, quien escribió el episodio, confirmó que esto era una referencia a Sid. 